# Forêts pluviales des îles Nicobar
Localisation
Les forêts pluviales des îles Nicobar (IM0133) forment une écorégion définie par le fonds mondial pour la nature (WWF). Elle appartient à l’écozone Indomalaise (IM) et au biome des forêts décidues humides tropicales et subtropicales (01). Elle couvre l’intégralité des îles Nicobar.

## Géographie

### Localisation
L'écorégion est constituée des 22 îles de l'archipel de Nicobar, entre le golfe du Bengale et la mer d'Andaman. Elle est séparée, au nord, des îles Andaman par les 150 km du ten degree channel (en), et, au sud-est, de Sumatra par 189 km de mer. Les uniques rivières permanentes sont situées sur grande Nicobar. L’archipel fait partie d'un grand arc d'îles qui va de la chaîne de l'Arakan aux îles Mentawaï, formé à la fin de l'éocène ou au début de l'oligocène par la subduction de la plaque indo-australienne. L'archipel est séparé du continent au milieu du miocène par l'ouverture de la mer d'Andaman, puis reconnecté à l'actuelle Birmanie grâce à la baisse des eaux du pléistocène. 
Cette dernière a provoqué la séparation de l’écorégion en trois parties différentes : le sud (grande Nicobar, petite Nicobar et Meroe (en)), le centre (Nancowry, Katchal, Camorta, Teressa, Chowra et Tillangchong) et le nord (Car Nicobar et Batti Malv). Son point culminant est le mont Thullier (642 m). Le sol des hautes altitudes sont composés de serpentine et de gabbro, tandis que celui des basses terres contient principalement de grès, de schiste et de siltite. Le sol de grande Nicobar est plus similaire à celui de Sumatra que les autres îles.

### Climat
Selon la classification de Köppen, l'écorégion est située dans la zone tropicale. Sa température oscille entre 22 et 30 °c, et ses précipitations moyennes annuelles entre 3 000 et 3 800 mm. Ses dernières sont très influencées par les moussons, qui proviennent du Sud-Ouest de mai à septembre et du Nord-Est d'octobre à décembre.

## Biodiversité
L’isolement de cette écorégion y a créé un nombre importants d’endémismes végétaux et animaux. Sa biodiversité est particulièrement riche et abondante.

### Flore
On observe deux principaux ensembles forestiers : d’un côté les forêts côtières et de mangroves, de l’autre les forêts décidues à feuilles persistantes de l’intérieur des terres. Ces dernières, à grande Nicobar, Camorta et Katchal sont couvertes de Calophyllum soulattri, Sideroxylon longipetiolatum, Garcinia xanthochymus, Pisonia excelsa et Mangifera sylvatica. À Camorta et Katchal, on trouve aussi Artocarpus peduncularis, Radermachera lobbi, Symplocos leiostachya et Bentinckia nicobarica, tandis qu’à grande Nicobar, les forêts décidues sont présentes à une plus basse altitude et comptent des Terminalia procera, et Terminalia bialata.
Camorta, Katchal, Nancowry et Car Nicobar contiennent aussi des plaines, probablement d’origine humaine. La végétation de ces plaines est composée de Imperata cylindrica, Saccharum spontaneum, Heteropogon contortus, Chloris barbata, Chrysopogon aciculatus et Scleria cochinchinensis. 
Les îles Nicobar sont plus proches floristiquement de Sumatra et de la Malaisie péninsulaire que de la Thaïlande, de la Birmanie et des îles Andaman. L’écorégion partage avec sa voisine du nord, les forêts pluviales des îles Andaman, seulement 28 de ses plus de 580 espèces de plantes à fleurs. 

### Faune
Sur 35 espèces de mammifères, on compte quatre espèces endémiques : la musaraigne de Nicobar (en), le toupaye de Nicobar, la roussette de Nicobar (en) et le rat de palmier (en). Sur 82 espèces d’oiseaux (dont huit d’Ardeidae, sept de Falconidae, six d’Alcedinidae et six de Columbidae), dont quatre espèces presque endémiques et cinq espèces endémiques : le serpentaire menu, l’épervier des Nicobar, la perruche des Nicobar, le mégapode des Nicobar et le bulbul de Nicobar (en). Les deux derniers sont en danger d’extinction. Sur 43 espèces de reptiles, onze sont endémiques, et sur onze espèces d’amphibiens, deux sont endémiques.

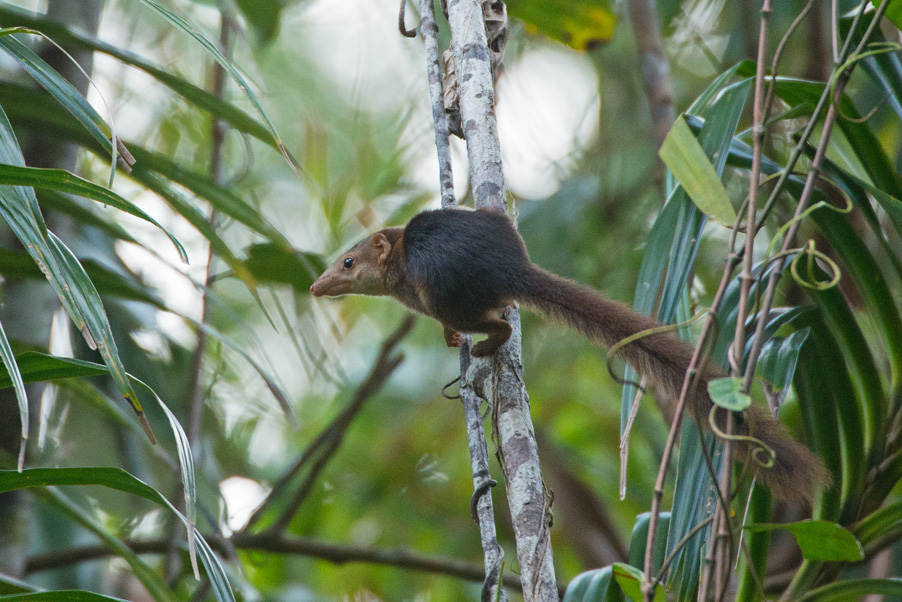
Toupaye de Nicobar
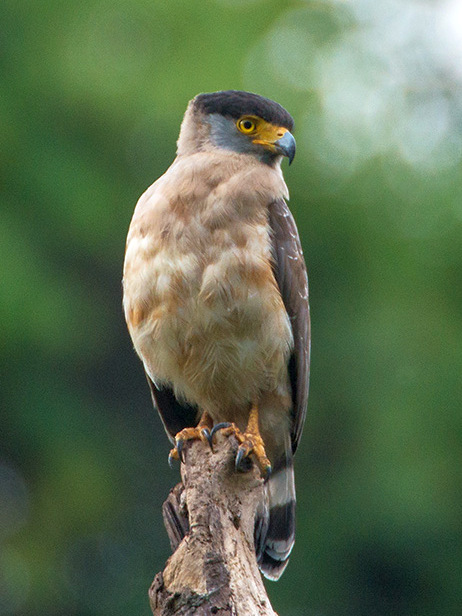
Serpentaire menu
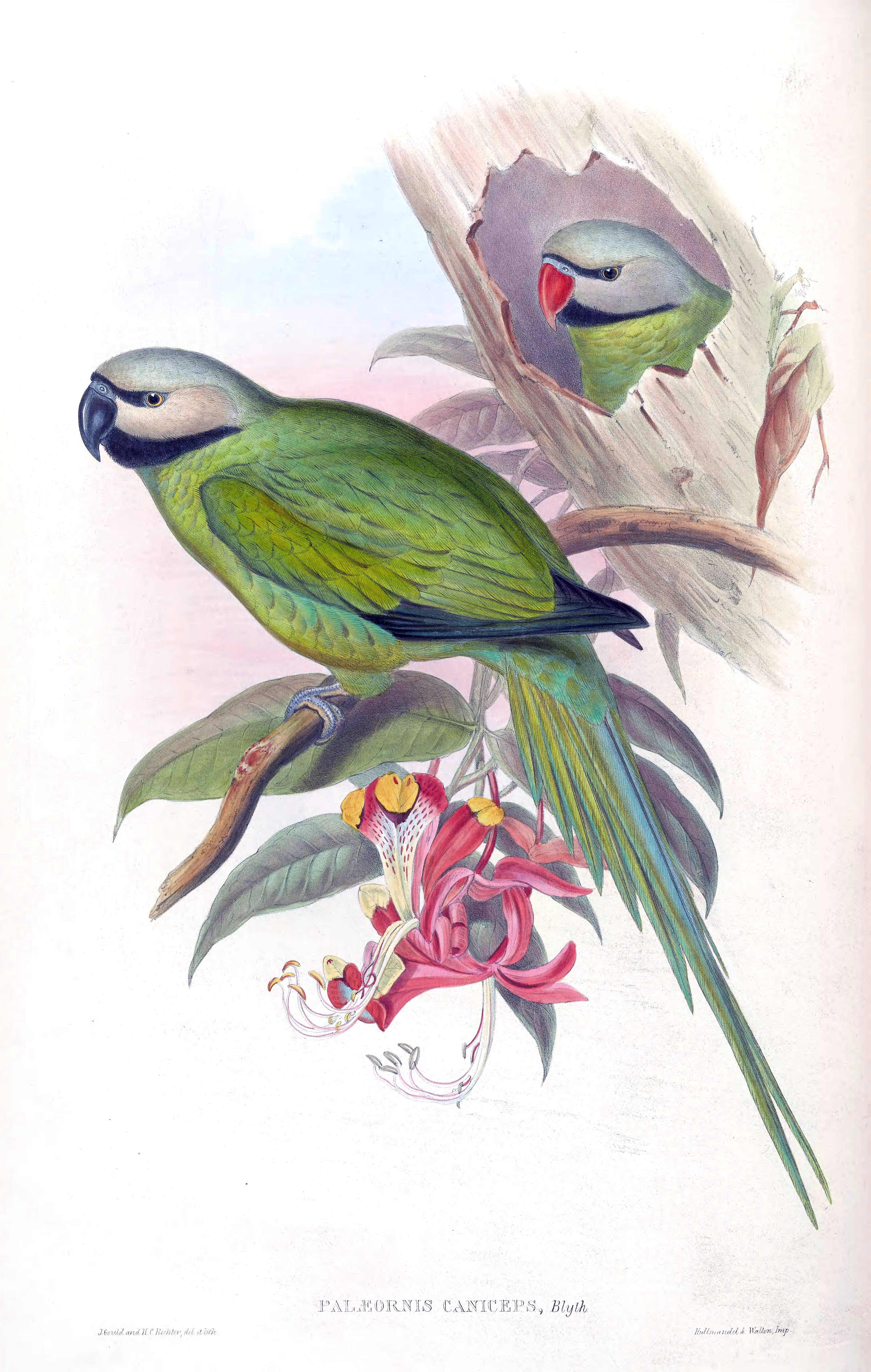
Perruche des Nicobar
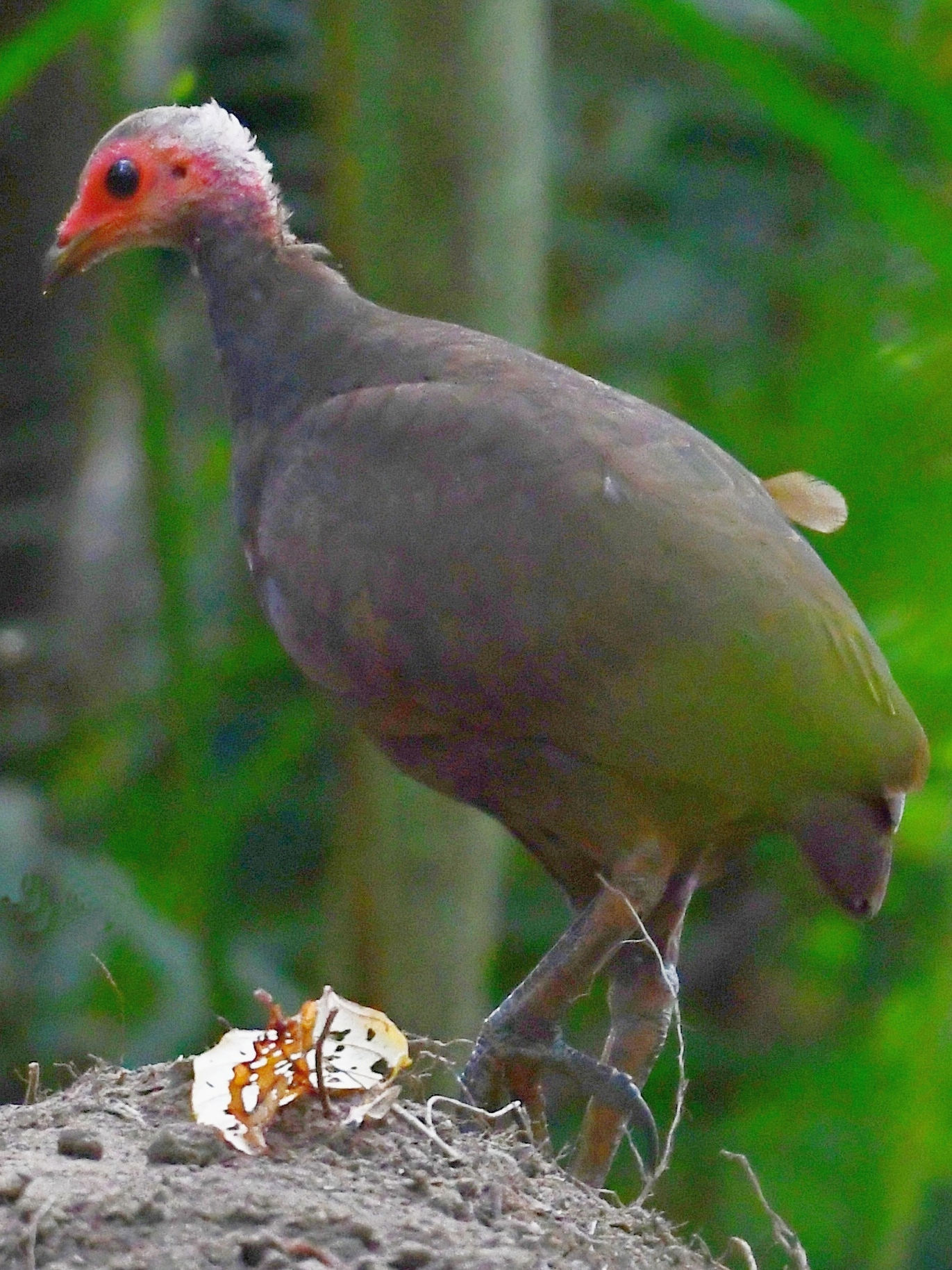
Mégapode des Nicobar

## Menaces et protection

### Menaces
14 % des forêts primaires ont été détruits : les aborigènes de Nicobar seraient responsable de 10 %, et les nouveaux arrivants venus d’Inde continentale ont détruit les 4 % restants. L’écorégion est menacée par divers projets : la transformation de l’archipel en destination touristique, la création à grande Nicobar d’un port détaxé, l’augmentation de la présence militaire, la construction de routes, de terres agricoles à destination commerciale. Le mégapode de Nicobar, les crocodiles et les tortues marines sont victimes de braconnage.

### Protection
555 km2 sont couverts par des aires protégées, soit environ 31 % de la superficie totale de l’écorégion. Ces aires protégées ne respectent pas la distribution des espèces endémiques, n’occupent pas certains points clés de biodiversité et devraient être agrandies selon le WWF. Sur grande Nicobar, on trouve le parc national de Campbell Bay (426 km2) et le parc national de Galathea (110 km2). 